# Tournée nordique
La Tournée nordique est une compétition de saut à ski. Elle a lieu annuellement depuis 1997 sur quatre tremplins différents de Finlande et de Norvège autour du mois de mars.
La formule de la compétition est basée sur celui de la Tournée des quatre tremplins qui, depuis 1952 se déroule en Allemagne et en Autriche. Contrairement à la Tournée des quatre tremplins, les dates des quatre étapes de la Tournée nordique ne sont pas fixes, mais changent chaque année selon le calendrier de la Coupe du monde de saut à ski. Deux étapes se déroulent en Finlande à Lahti et Kuopio, et deux étapes en Norvège à Lillehammer et Holmenkollen, près d'Oslo.
Les points obtenus lors de cette compétition sont comptabilisés pour la coupe du monde de saut à ski selon la classification de la Fédération internationale de ski. Le classement est obtenu en additionnant les points obtenus lors de chaque saut sur les tremplins.

## Les tremplins

### Liste des tremplins
|                           | Lieu        | Tremplin             | K-point | Hill size | Années                                                                       |
| ------------------------- | ----------- | -------------------- | ------- | --------- | ---------------------------------------------------------------------------- |
| Holmenkollen              | Oslo        | Holmenkollen         | 115 m   | 128 m     | 1997, 1998, 1999, 2000, 2001, 2002, 2003, 2004, 2005, 2006, 2007, 2008, 2010 |
| Salpausselkä              | Lahti       | Salpausselkä         | 116 m   | 130 m     | 1997, 1998, 2000, 2002, 2003, 2004, 2005, 2006, 2007, 2010                   |
| Salpausselkä              | Lahti       | Salpausselkä         | 90 m    | 97 m      | 1999, 2000, 2009                                                             |
| Puijo                     | Kuopio      | Puijo                | 120 m   | 127 m     | 1997, 2004, 2005, 2006, 2007, 2008, 2009, 2010                               |
| Les tremplins de Lysgårds | Lillehammer | Tremplin de Lysgårds | 123 m   | 138 m     | 2004, 2005, 2006, 2008, 2009, 2010                                           |
| Granåsen                  | Trondheim   | Granåsen             | 120 m   | 131 m     | 1998, 1999, 2000, 2001, 2002                                                 |
| Lugnet                    | Falun       | Lugnet               | 115 m   | 124 m     | 1997, 1998, 1999, 2001, 2002                                                 |
| Vikersundbakken           | Vikersund   | Vikersundbakken      | 185 m   | 207 m     | 2009                                                                         |

## Palmarès
| Année | Vainqueur             | Deuxième              | Troisième          |
| ----- | --------------------- | --------------------- | ------------------ |
| 2010  | Simon Ammann          | Adam Malysz           | Thomas Morgenstern |
| 2009  | Gregor Schlierenzauer | Harri Olli            | Simon Ammann       |
| 2008  | Gregor Schlierenzauer | Tom Hilde             | Janne Happonen     |
| 2007  | Adam Małysz           | Andreas Kofler        | Simon Ammann       |
| 2006  | Thomas Morgenstern    | Andreas Kuettel       | Janne Happonen     |
| 2005  | Matti Hautamaeki      | Roar Ljoekelsoey      | Michael Uhrmann    |
| 2004  | Roar Ljoekelsoey      | Bjoern Einar Romoeren | Simon Ammann       |
| 2003  | Adam Małysz           | Matti Hautamaeki      | Tami Kiuru         |
| 2002  | Matti Hautamaeki      | Adam Malysz           | Martin Schmitt     |
| 2001  | Adam Małysz           | Andreas Goldberger    | Martin Schmitt     |
| 2000  | Sven Hannawald        | Janne Ahonen          | Ville Kantee       |
| 1999  | Noriaki Kasai         | Kazuyoshi Funaki      | Sven Hannawald     |
| 1998  | Andreas Widhoelzl     | Sven Hannawald        | Hiroya Saito       |
| 1997  | Kazuyoshi Funaki      | Kristian Brenden      | Andreas Widhoelzl  |